# Providence, Rhode Island
Providence je glavni i najveći grad, najmanje američke države Rhode Island. Smješten je u Okrugu Providence, predstavlja drugi po veličini grad u Novoj Engleskoj. Stanovništvo unutar gradskoj područja se 2005. godine procijenilo na 176.862 stanovnika. Providence se smatra središtem 35. po veličini metropolitanskog područja u SAD, sa stanovništvom MSA od 1.622.520, odnosno većim od cijelog Rhode Islanda za oko 60 %.
Providenceu je naziv dao Roger Williams u počast "Božje milosrdne providnosti" (eng.: God's merciful Providence) koja mu je omogućila da pronađe lokaciju za naseljavanje kada su ga puritanci istjerali iz Massachusettsa. Grad je bio jedno od prvih industrijskih središta u SAD, poznat po draguljarstvu i proizvodnji srebrnog posuđa. Danas se u Providencu nalazi osam bolnica i sedam visoko obrazovnih institucija, zbog čega ekonomijom dominiraju uslužne djelatnosti i, u posljednje vrijeme, maloprodaja. Grad je nekad uživao nadimak "Industrijska košnica" a od 1990-ih i "Renesansni grad," iako je po popisu iz 2000. godine ušao među deset najvećih po stopi siromaštva među gradovima većim od 100.000 stanovnika.

## Povijest
Grad je 1636. osnovo Roger Williams po Božje milosrdne providnosti (eng. God’s merciful Providence), kada su ga puritanci istjerali iz Massachusettsa.
Godine 1975. počelo je veliko renoviranje trošnih zgrada u centru grada.
Godine 1984. Providence postao je u svijetu poznat kao grad Dancing Copa (Tony Lepore), koji pleše tijekom usmjeravanja prometa na raskrižjima grada.

## Gradovi prijatelji
- Praia, Zelenortska Republika (1994.)[3]
- Firenca, Italija (2002.)
- Santo Domingo, Dominikanska Republika (2004.)

## Vanjske poveznice
- The City of Providence website
- Greater Providence Chamber of Commerce
- Providence Warwick Convention & Visitors Bureau
- The Providence Plan